# 深圳灣口岸公共運輸交匯處
深圳灣口岸公共運輸交匯處（英語：Shenzhen Bay Port Public Transport Interchange）是位於中國深圳市南山區蛇口東角頭的公共運輸交匯處，位於深港西部通道深圳灣口岸港方口岸區。現時有7條巴士路線及1條小巴路線以本站為總站，另外亦有2條跨境巴士路線途經本站。
所有經深圳灣口岸的過境旅客須持有有效旅行證件，非過境人士則須持有有效的邊境禁區通行證。

## 香港巴士路線資料
受2019冠狀病毒病疫情及深圳灣口岸開放時間影響，巴士B2X線暫停服務。

### 新大嶼山巴士B2線
- 元朗站 ↔ 深圳灣口岸

由新大嶼山巴士營辦的一條巴士路線，提供港鐵元朗站、元朗市中心、洪水橋、藍地往來深圳灣口岸的口岸巴士服務。於2007年7月1日起為配合深港西部通道及深圳灣口岸的啟用而投入服務。2009年7月13日B2P提升至全日服務，B2改行青山公路，不入天水圍。

### 新大嶼山巴士B2P線
- 天慈邨 ↔ 深圳灣口岸

由新大嶼山巴士營辦的一條巴士路線，是B2線的輔助線，提供天慈、天水圍市中心、天瑞、天耀、港鐵天水圍站往來深圳灣口岸的口岸巴士服務。於2008年7月26日起投入服務，2009年7月13日提升至全日服務。

### 新大嶼山巴士B2X線
- 天耀邨 ↔ 深圳灣口岸

B2X線是一條來往天耀邨和深圳灣口岸的香港專營巴士路線，途經港鐵天水圍站後，取道洪天路、元朗公路、港深西部公路及深圳灣公路大橋前往深圳灣口岸。
此路線只於星期六、日及公眾假期行走，方便經深圳灣管制站往返深圳的乘客接駁港鐵屯馬綫。

### 城巴B3線
- 屯門碼頭 ↔ 深圳灣口岸

由城巴營辦的一條巴士路線，提供屯門碼頭、美樂花園、龍門居、豐景園、恆福花園、兆麟苑、置樂花園及屯門市中心往來深圳灣口岸的口岸巴士服務。於2007年7月1日起為配合深港西部通道及深圳灣口岸的啟用而投入服務。

### 城巴B3A線
- 山景邨（景樂樓） ↔ 深圳灣口岸

由城巴營辦的一條巴士路線，提供屯門山景、大興、良景、田景、寶田、建生、兆康苑及富泰往來深圳灣口岸的口岸巴士服務。由B3號線分拆出來，於2008年8月16日起投入服務並取代B3線於兆康苑至山景一帶的服務。

### 城巴B3M線
- 深圳灣口岸 ↺ 屯門站

由城巴營辦的一條巴士路線，提供屯門站、屯門市中心、屯門新墟及虹橋往來深圳灣口岸的口岸巴士服務。於2013年7月17日起為配合私人住宅瓏門的大型商場V City落成而投入服務。

### 城巴B3X線
- 屯門市中心 ↔ 深圳灣口岸

由城巴營辦的一條巴士路線，提供屯門市中心、屯門新墟及虹橋往來深圳灣口岸的口岸巴士服務。於2007年7月1日起為配合深港西部通道及深圳灣口岸的啟用而投入服務。

### 新大嶼山巴士XB2線
- 未有資料，請加入至Module:香港巴士/klnt。

### 永東直巴-航天新幹線
- 深圳灣口岸 ↔ 香港國際機場

由永東直巴管理有限公司營辦，提供深圳灣口岸至香港國際機場的過境巴士服務。於2007年7月13日起投入服務。

### 永東直巴-深圳灣跨境快線
- 深圳灣口岸 ↔ 深水埗西九龍中心 ↔ 西灣河嘉亨灣

由永東直巴管理有限公司經營，多間跨境巴士公司共同派車。提供深圳灣口岸至深水埗西九龍中心及西灣河嘉亨灣的過境巴士服務。於2007年7月15日投入服務。後因客量嚴重不足，路線於2008年7月17日由華僑城洲際大酒店，縮短至深圳灣口岸。

### 新界區專線小巴618線
- 天水圍（天恩邨） ↔ 深圳灣口岸

由天祐有限公司營辦的一條小巴路線，提供天水圍北、天水圍市中心及屏廈路往來深圳灣口岸的口岸專線小巴服務。於2007年7月1日起為配合深港西部通道及深圳灣口岸的啟用而投入服務。

## 途經路線資料

### 中港通-西部通道快線
- 港鐵九龍站（圓方）↔深圳灣口岸↔深圳機場

由中港通集團有限公司獨營，提供香港九龍機鐵站往來深圳機場的跨境巴士服務。

### 跨境全日通-深西特快
- 海岸城↔深圳灣口岸↔九龍塘站（往香港方向經太子）

由跨境全日通（深西）有限公司管理，多家跨境巴士公司聯營。提供九龍塘沙福道至深圳華僑城世界之窗的跨境巴士服務。於2007年9月開辦。

### 東涌東薈城深圳南山跨境快線
- 東涌東薈城↔深圳灣口岸↔深圳南山京基百納廣場

由永東直巴管理有限公司獨營，提供東涌東薈城往來深圳南山京基百納廣場的跨境巴士服務。

## 深圳巴士路線資料

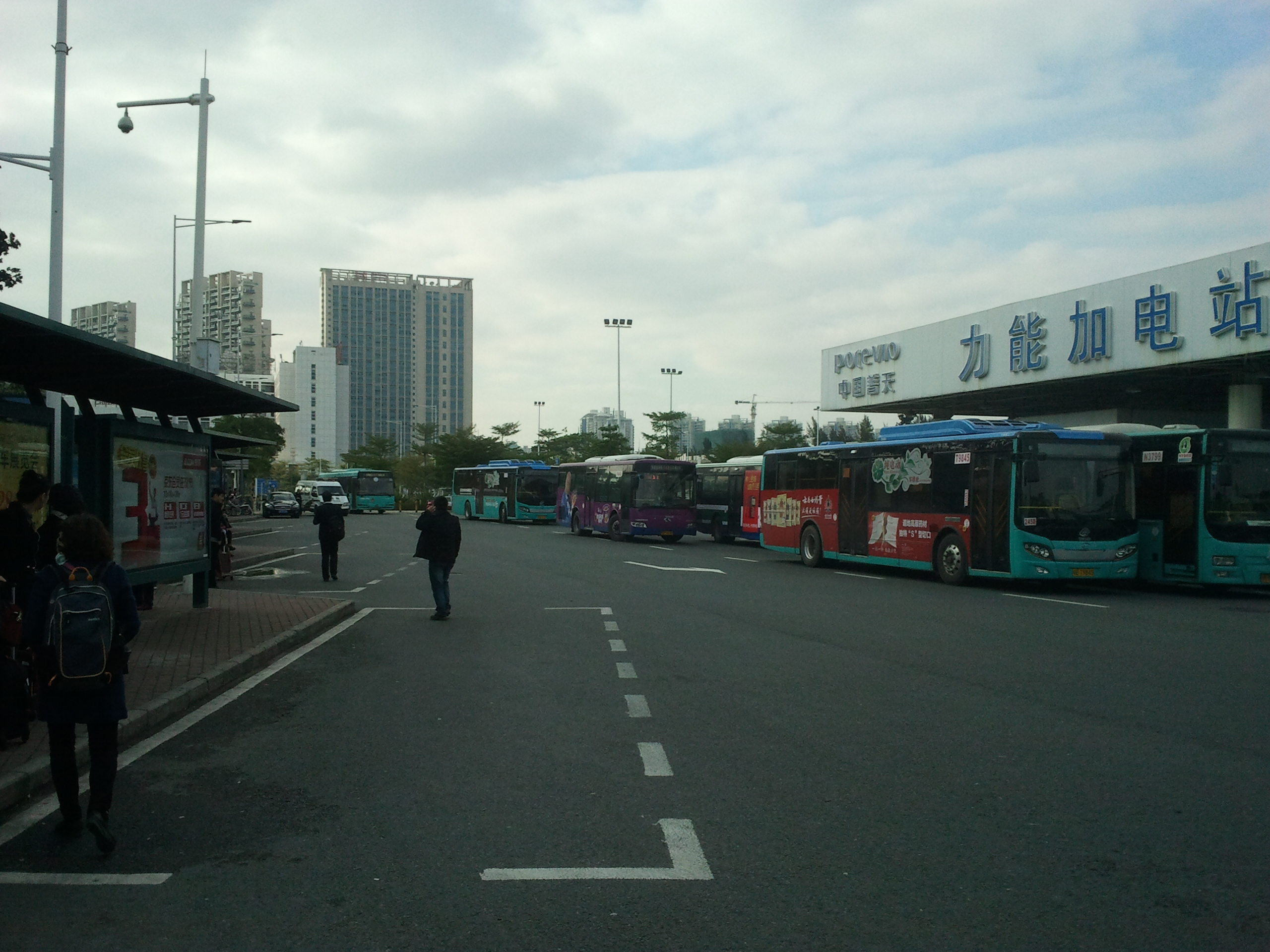
深圳湾口岸深方口岸区公交总站（2013年）

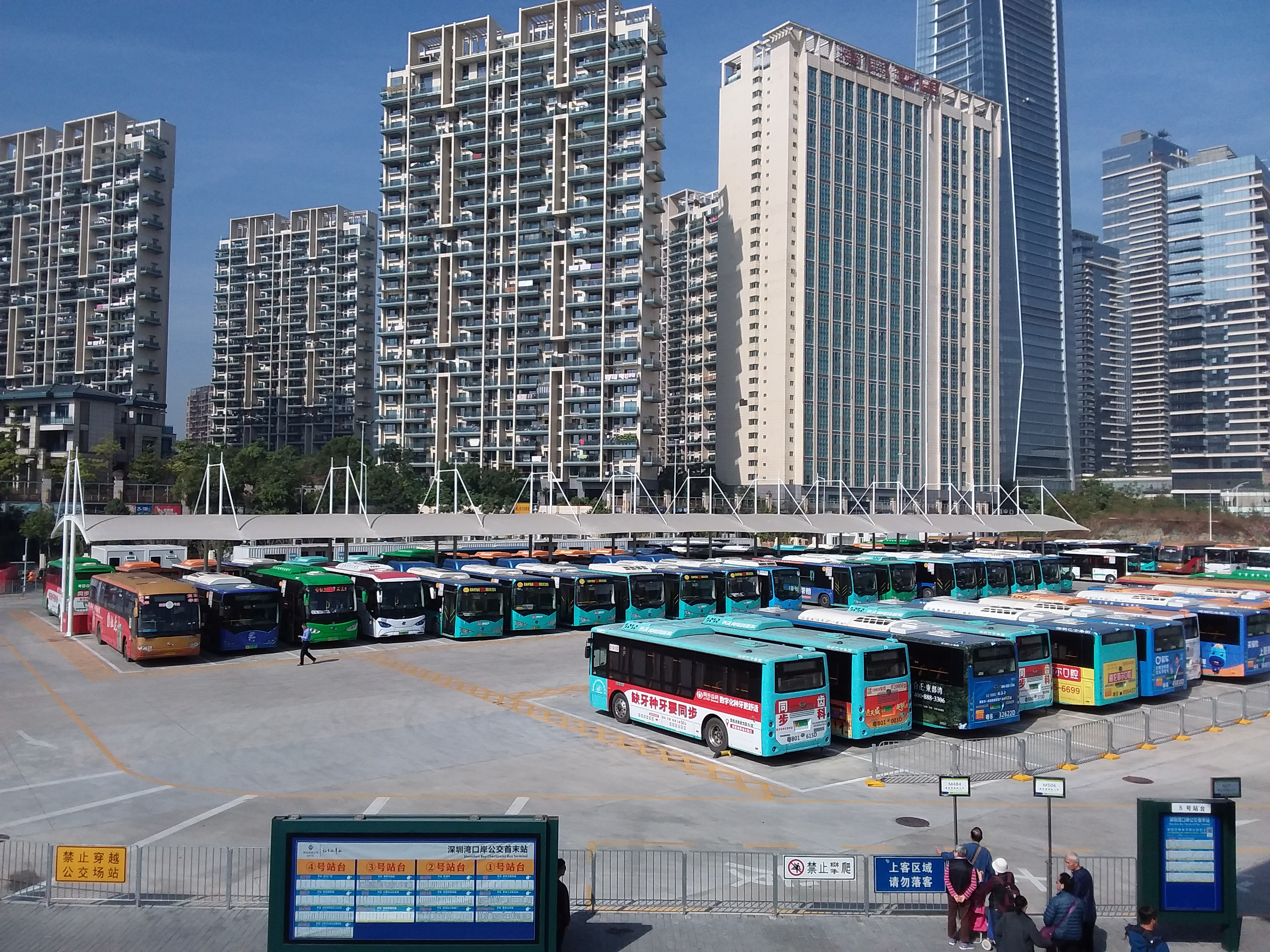
深圳湾口岸深方口岸区临时公交总站（2022年）

| \| 编号 \| 编号 \| 线路 \| 线路 \| 线路 \| 收费 \| 运营商 \| 备注 \| \| ---- \| ---- \| ------------------------ \| ---- \| -------------------- \| ---- \| -------- \| ---------------------------------------- \| \| \| E3 \| 公明东环大道场站 \| ⇆ \| 深圳湾口岸公交首末站 \| 9元 \| 巴士三分 \| 原 高快巴士30 \| \| \| E19 \| 天汇城首末站 \| ⇆ \| 深圳湾口岸公交首末站 \| 9元 \| 西部三分 \| \| \| \| M177 \| 蛇口广场公交首末站 \| ⇆ \| 深圳湾口岸公交首末站 \| 2元 \| 巴士五分 \| 原 B737 \| \| \| M242 \| 桃花源智创小镇公交首末站 \| ⇆ \| 深圳湾口岸公交首末站 \| 3元 \| 西部一分 \| 原 高峰专线37（第一代），合并原 618、619 \| \| \| M409 \| 深圳湾口岸公交首末站 \| ⇆ \| 月亮湾花园 \| 2元 \| 巴士五分 \| 原 B601（第一代）、B602（第一代） \| \| \| M484 \| 大铲湾公交总站 \| ⇆ \| 深圳灣口岸公交首末站 \| 2元 \| 巴士五分 \| 原 B702 \| \| \| M506 \| 中山园场站 \| ⇆ \| 深圳湾口岸A停车场 \| 2元 \| 巴士五分 \| 原 B813 \| \| \| M507 \| 大铲湾公交总站 \| ⇆ \| 深圳湾口岸A停车场 \| 2元 \| 巴士五分 \| 原 B688（第一代） \| \| \| M528 \| 宝安机场场站 \| ⇆ \| 深圳湾口岸公交首末站 \| 3元 \| 巴士三分 \| 原 机场8 \| \| \| N73 \| 深圳湾口岸公交首末站 \| ↺ \| 深圳湾口岸公交首末站 \| 2元 \| 巴士五分 \| M177（原 B737）夜班 \| |      |                          |      |                      |      |          |                                          |
| 编号 | 编号 | 线路                     | 线路 | 线路                 | 收费 | 运营商   | 备注                                     |
| | E3   | 公明东环大道场站         | ⇆    | 深圳湾口岸公交首末站 | 9元  | 巴士三分 | 原 高快巴士30                            |
| | E19  | 天汇城首末站             | ⇆    | 深圳湾口岸公交首末站 | 9元  | 西部三分 |                                          |
| | M177 | 蛇口广场公交首末站       | ⇆    | 深圳湾口岸公交首末站 | 2元  | 巴士五分 | 原 B737                                  |
| | M242 | 桃花源智创小镇公交首末站 | ⇆    | 深圳湾口岸公交首末站 | 3元  | 西部一分 | 原 高峰专线37（第一代），合并原 618、619 |
| | M409 | 深圳湾口岸公交首末站     | ⇆    | 月亮湾花园           | 2元  | 巴士五分 | 原 B601（第一代）、B602（第一代）        |
| | M484 | 大铲湾公交总站           | ⇆    | 深圳灣口岸公交首末站 | 2元  | 巴士五分 | 原 B702                                  |
| | M506 | 中山园场站               | ⇆    | 深圳湾口岸A停车场    | 2元  | 巴士五分 | 原 B813                                  |
| | M507 | 大铲湾公交总站           | ⇆    | 深圳湾口岸A停车场    | 2元  | 巴士五分 | 原 B688（第一代）                        |
| | M528 | 宝安机场场站             | ⇆    | 深圳湾口岸公交首末站 | 3元  | 巴士三分 | 原 机场8                                 |
| | N73  | 深圳湾口岸公交首末站     | ↺    | 深圳湾口岸公交首末站 | 2元  | 巴士五分 | M177（原 B737）夜班                      |